# N'Tillit
N’Tillit est une commune du Mali, dans le cercle et la région de Gao. La commune tient son nom du village éponyme, In Tillit, qui signifie «l’endroit au gros bois» dans le dialecte tamacheq local.